# Gerhard Domagk
Gerhard Domagk (født 30. oktober 1895 i Brandenburg, død 24. april 1964 i Königsfeld im Schwarzwald) var en tysk læge, som i 1932 udviklede det første sulfonamid-præparat, der viste sig at være effektivt over for visse bakterier, som f.eks. pneumokokker, som fremkalder lungebetændelse. Domagk blev i 1939 tildelt Nobelprisen i medicin, men da Adolf Hitler nægtede ham at modtage den, fik han den først overrakt i 1947.